# Санта-Барбара-ду-Лести
Санта-Барбара-ду-Лести (порт. Santa Bárbara do Leste) — муниципалитет в Бразилии, входит в штат Минас-Жерайс. Составная часть мезорегиона Вали-ду-Риу-Доси. Входит в экономико-статистический микрорегион Каратинга. Население составляет 7989 человек на 2006 год. Занимает площадь 110,789 км². Плотность населения — 72,1 чел./км².

## История
Город основан 27 апреля 1992 года.

## Статистика
- Валовой внутренний продукт на 2003 год составляет 20 498 031,00 реалов (данные: Бразильский институт географии и статистики).
- Валовой внутренний продукт на душу населения на 2003 год составляет 2686,15 реалов (данные: Бразильский институт географии и статистики).
- Индекс развития человеческого потенциала на 2000 год составляет 0,707 (данные: Программа развития ООН).